# Жилису (Сариагаський район)
Жилису́ (каз. Жылысу) — село у складі Сариагаського району Туркестанської області Казахстану. Входить до складу Куркелеського сільського округу.
До 2008 року село називалося Кизил-Казахстан.
Населення — 890 осіб (2021; 514 у 2009, 405 у 1999, 351 у 1989).